# 카를로스당 (1971년)
카를로스당(스페인어: Partido Carlista)은 스페인의 기독교 사회주의 정당이다. 카를로스파 전통의 연장선상에 있다.